# Vattholmsskärens naturreservat
Vattholmsskärens naturreservat är ett naturreservat i Leksands kommun i Dalarnas län.
Området är naturskyddat sedan 2018 och är 58 hektar stort. Reservatet ligger i Siljan och omfattar en grund med fyra kobbar och vattenområde däremellan.